# 瓦勒德鲁朗
瓦勒德鲁朗（法語：Val-de-Roulans，法語發音：[val də ʁulɑ̃]）是法国杜省的一个市镇，属于贝桑松区。

## 地理
瓦勒德鲁朗（47°21'42"N, 6°15'52"E）面积2.99 平方千米，位于法国勃艮第-弗朗什-孔泰大區杜省，该省份为法国东部内陆省份，北起上索恩省，西接汝拉省，东部及东南部与瑞士接壤，东北部与贝尔福地区省接壤。
与瓦勒德鲁朗接壤的市镇（或旧市镇、城区）包括：拉布勒特尼耶尔、博姆莱达姆、布勒孔绍、莱库沃特、勒皮、鲁日蒙托、维莱格雷洛。

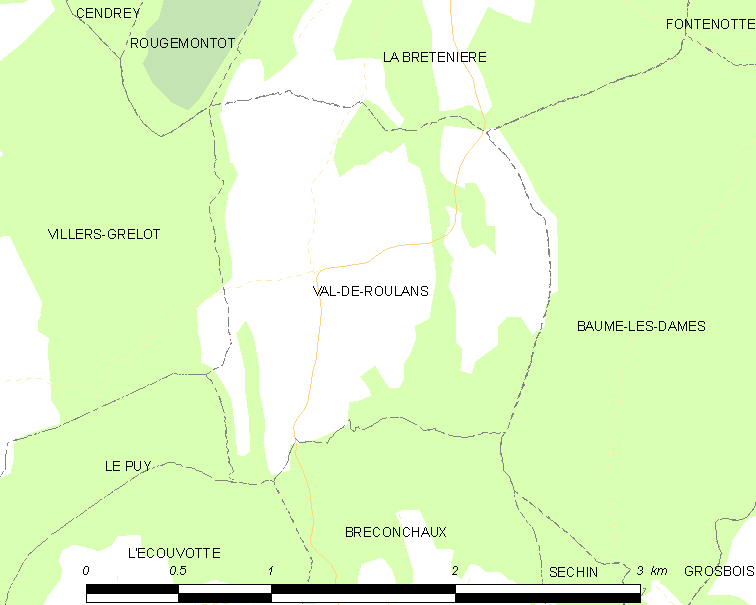
瓦勒德鲁朗的OSM定位图

瓦勒德鲁朗的时区为UTC+01:00、UTC+02:00（夏令时）。

## 行政
瓦勒德鲁朗的邮政编码为25640，INSEE市镇编码为25579。

## 政治
瓦勒德鲁朗所属的省级选区为博姆莱达姆县。

## 人口

1962-2008年间瓦勒德鲁朗人口变化图示

瓦勒德鲁朗于2022年1月1日时的人口数量为197人。